# Royal Golf Club des Fagnes
Royal Golf Club des Fagnes is een Belgische golfclub in Spa, in de Ardennen.
De baan ligt in een heuvelachtig landschap en is in 1930 als parkbaan aangelegd door Tom Simpson. er zijn 18 holes, een putting green en een pitching green.
Waar nu het vliegveld Spa Malchamps ligt, werd in 1893 een 9-holes golfbaan aangelegd. Het terrein beviel niet erg, en in 1908 kocht de club een ander terrein en legde daar 9 holes aan. Ze gingen verder als de 'Royal Golf Club de Spa'. In 1914 eiste het Belgische leger de baan op. Na de oorlog kocht de stad Spa 67 hectare grond aan bij landgoed Malchamps en maakte plannen om er 36 holes aan te leggen. Na aanleg van de eerste 9 holes verdween de architect, en hiermee was de derde poging om een goede baan aan te leggen, voorlopig mislukt. In 1927 werd door enkele zakenlieden de Royal Golf Club des Fagnes opgericht en dat werd eindelijk een succes. De oude grond worden verkocht, en de nieuwe baan kwam op 40 hectare grond van Staatsdomeinen. De gemeente Spa bouwde het clubhuis en Tom Simpson ontwierp twee banen van 9 holes.
Op 18 december 1946 was de club betrokken bij de oprichting van de Koninklijke Belgische Golf Federatie.